# Ostražka

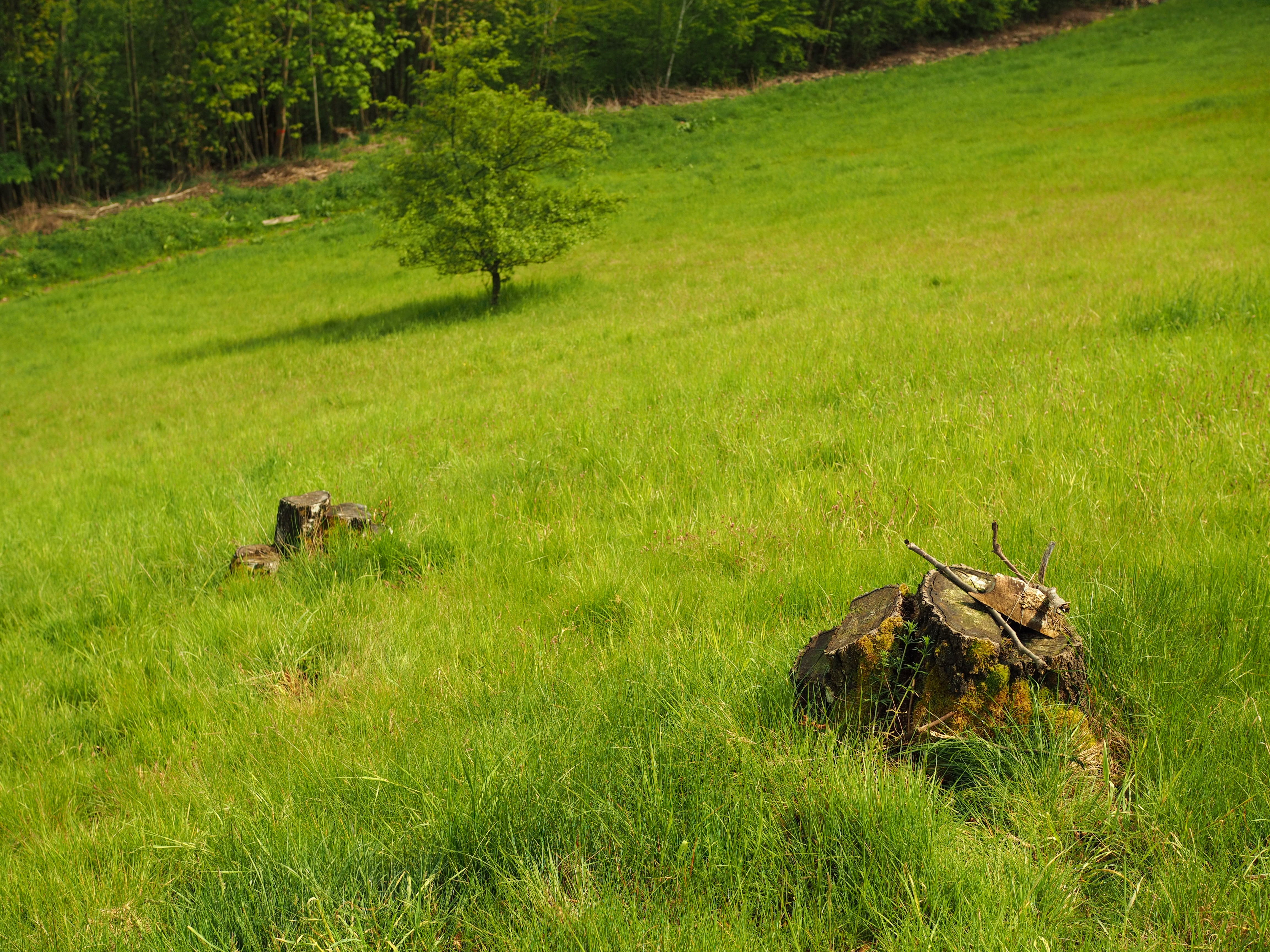
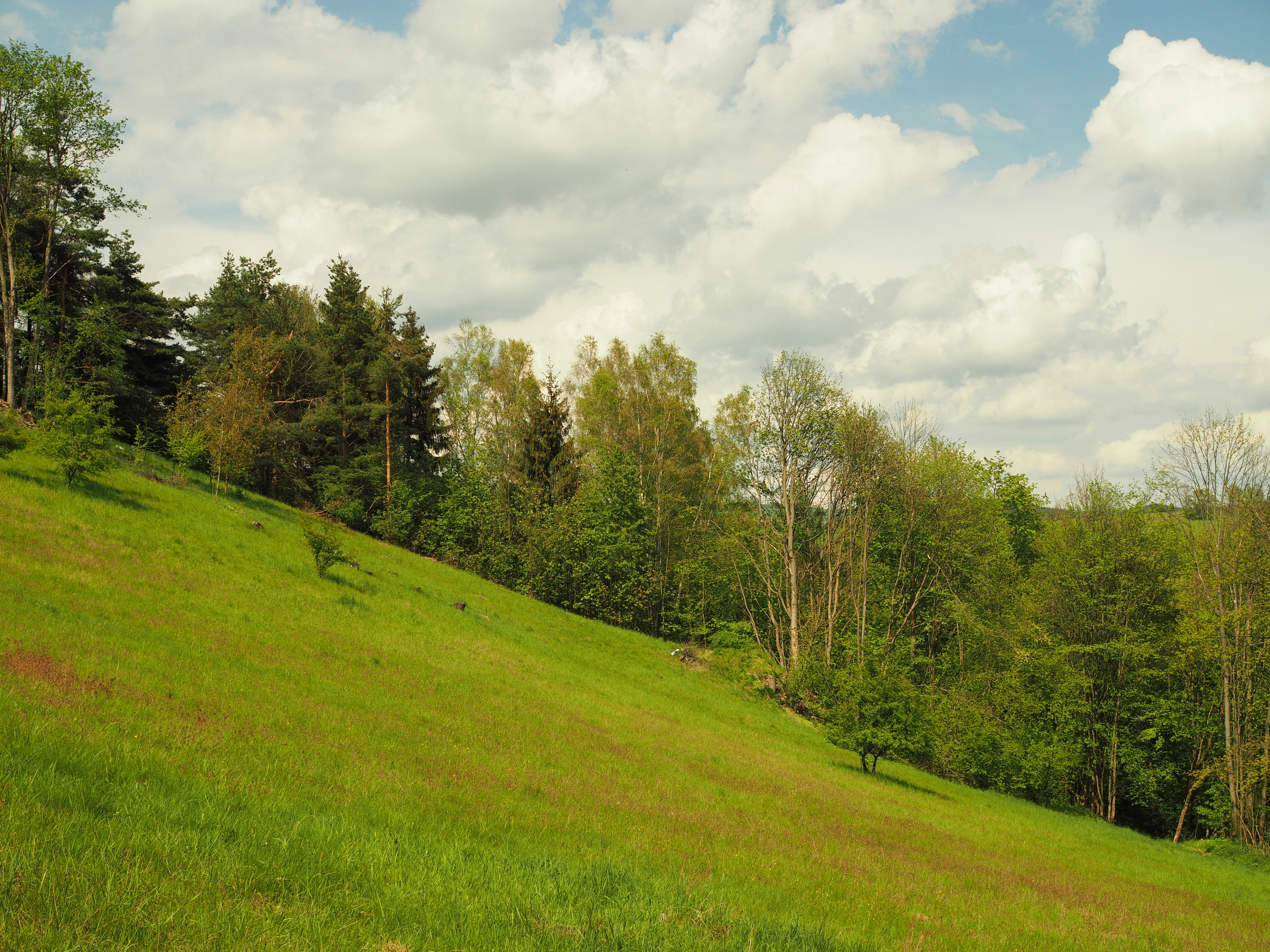
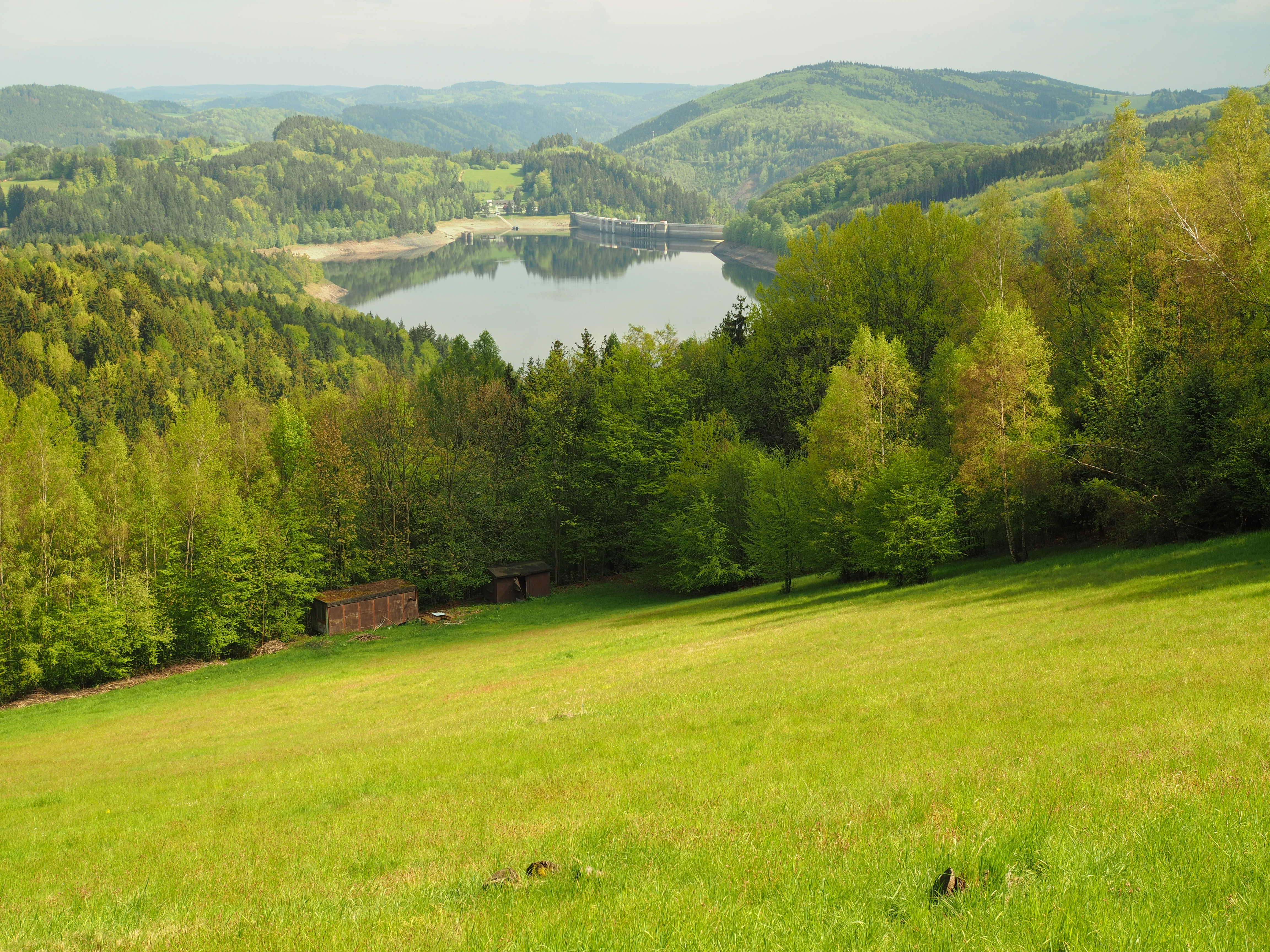
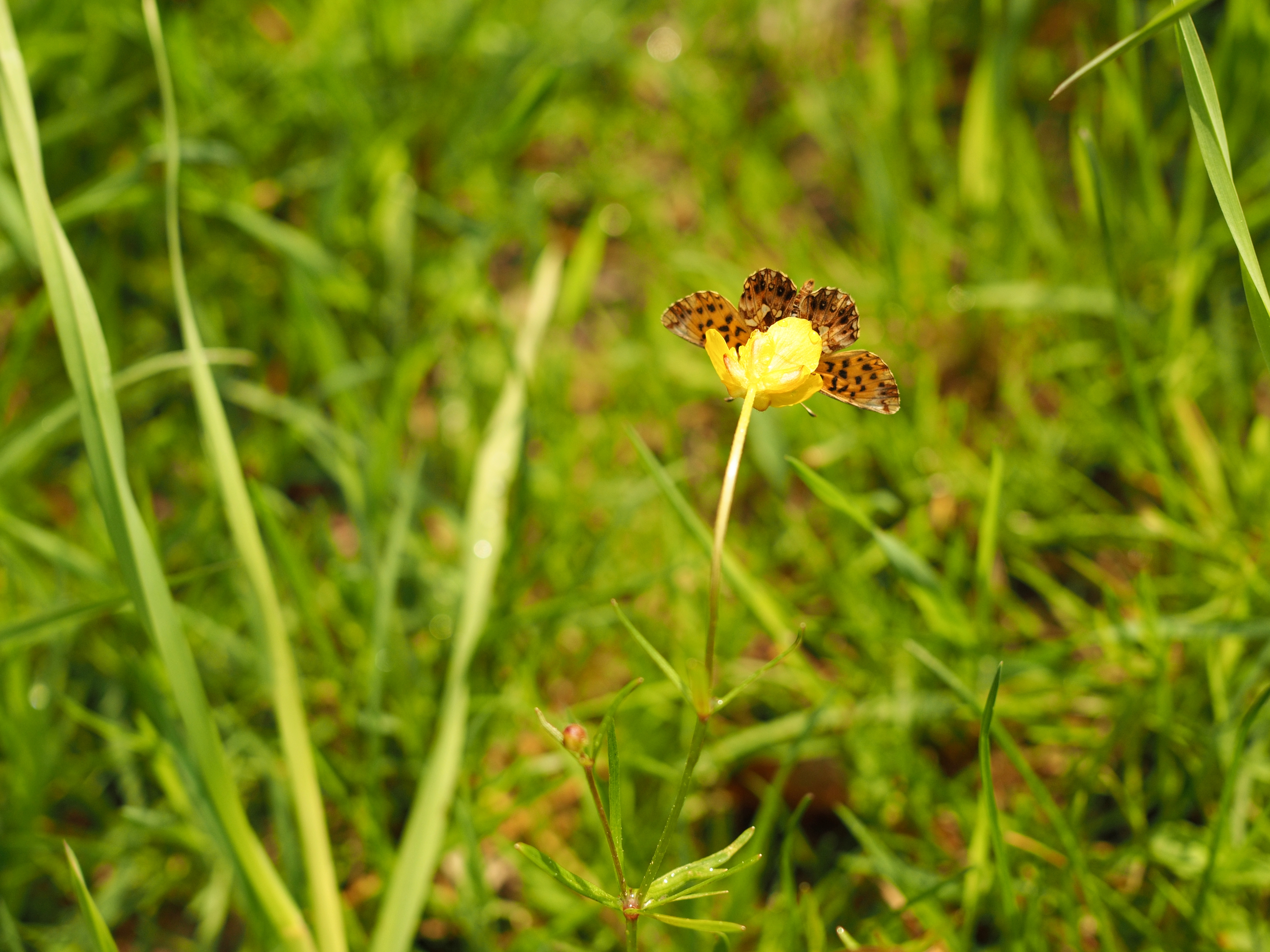

Ostražka je přírodní památka poblíž obce Dalečín v okrese Žďár nad Sázavou v nadmořské výšce 580–656 metrů. Oblast spravuje Krajský úřad Kraje Vysočina.
Důvodem ochrany je komplex druhově bohatých společenstev suchých trávníků s výskytem zvláště chráněných druhů. Prostor památky se rozkládá na východním svahu 680 metrů vysokého vrchu Ostražná, geomorfologicky spadajícího do celku Hornosvratecká vrchovina.